# Бенчеку-де-Жос
Бенчеку-де-Жос (рум. Bencecu de Jos) — село у повіті Тіміш в Румунії. Входить до складу комуни Пішкія.
Село розташоване на відстані 400 км на північний захід від Бухареста, 22 км на північний схід від Тімішоари.

## Населення
За даними перепису населення 2002 року у селі проживали 386 осіб.
Національний склад населення села:
| Національність | Кількість осіб | Відсоток |
| -------------- | -------------- | -------- |
| румуни         | 305            | 79,0%    |
| цигани         | 49             | 12,7%    |
| українці       | 23             | 6,0%     |
| угорці         | 9              | 2,3%     |

Рідною мовою назвали:
| Мова       | Кількість осіб | Відсоток |
| ---------- | -------------- | -------- |
| румунська  | 374            | 96,9%    |
| українська | 10             | 2,6%     |